# Terni
Terni est une ville, chef-lieu de la province de même nom dans la région Ombrie en Italie. Arrosée par deux rivières : la Nera et la Serra, elle a bénéficié à la fin du XIXe siècle d'un aménagement hydroélectrique qui en a fait un bassin sidérurgique et chimique de premier plan.

## Géographie
Terni est située dans le centre de la péninsule italienne, à 80 km de Pérouse et à 100  de Rome. Elle occupe un bassin fertile arrosé par deux rivières : la Nera et la Serra. La cascade des Marmore, à 7 km de Terni, est une chute d'eau à trois ressauts, où la rivière Velino se jette dans la Nera. 
La ville est encaissée entre les Apennins Ombrie-Marches et les sous-Apennins du Latium.

## Histoire
Ville en territoire ombrien, elle se nommait « Interamna » (entre les eaux). Au IIe siècle av. J.-C., elle fut conquise par les Romains qui l'appelèrent « Interamna Nahars ». Ils y firent passer la Via Flaminia, et creusèrent dans la région un canal encore visible aujourd'hui, connu sous le nom de Cascade des Marmore.
Ville natale de saint Valentin, qui y mourut décapité un 14 février.
27 novembre 1798 : Bataille de Terni (it)

### Origine des armoiries
La légende liée à la ville de Terni et à ses armoiries raconte qu'il y a bien longtemps, la présence d'un terrible dragon sur le territoire suscitait peur et appréhension parmi la communauté, et que même les plus courageux, appelés par le Conseil des Anciens, n'osaient s'aventurer sur ses terres. Alors que le conseil était sur le point de renoncer à la bataille, un jeune garçon qui appartenait à une famille noble, se présenta à eux, vêtu d'une solide armure, et montra sa volonté d'aller défier le dragon : « je vais faire une visite à ce monstre. Qu'en pensez-vous ? ». Les Anciens acceptèrent et le bénirent en lui souhaitant bonne chance. Le courageux surprit le dragon endormi, ce qui facilitait sa mission. Mais alors qu'il allait le transpercer de sa lance, le dragon se réveilla et la bataille s'engagea. S'ensuivit une terrible lutte dans laquelle le dragon avait l'avantage. Alors que le pauvre garçon voyait sa fin proche, un rayon de soleil illumina son armure, ce qui aveugla la bête. Le garçon profita de cette chance et enfonça sa lance dans le corps du monstre, le blessant mortellement.
Aussitôt, tous les villageois se réunirent sur les lieux du combat pour voir de leurs propres yeux ce qui s'était passé. La ville festoya pendant plusieurs jours en l'honneur du jeune garçon, qui fut récompensé : on lui fit cadeau de terres ayant appartenu au dragon. Le dragon de la légende, appelé Thyrus, est représenté sur les armoiries de la ville, tandis que sur l'étendard est écrit « Thyrus et amnis dederunt signa Teramnis ».

## Économie
À la fin du XIXe et au début du XXe siècle, la ville connut un important processus d'industrialisation avec la création d'entreprises sidérurgiques, métallurgiques et chimiques, ce qui en fit la première ville industrielle du pays après celles du fameux « triangle » du Nord-Ouest. L'aménagement hydroélectrique est l'œuvre de l'ingénieur Allievi.
Aujourd'hui, l'économie de Terni repose encore sur l'aciérie, qui depuis la fin des années 1990 est dominée par la multinationale allemande ThyssenKrupp. Depuis 2005 et la fermeture du pôle d'acier magnétique qui était l'unique site de ce type en Italie, la tendance semble être positive, avec de nouveaux investissements dans l'acier inoxydable.
La ville se spécialise de plus en plus dans le secteur tertiaire, grâce à sa position géographique à la charnière de l'Ombrie, de Rome et du centre de l'Italie. Le secteur de la recherche est également important, avec le développement universitaire et le Centre de recherche sur les cellules souches, projet du scientifique Angelo Vescovi, mais aussi le centre de recherche pour les nanotechnologies.
Sur tout le territoire, 17 multinationales sont présentes, surtout dans les secteurs de la technologie et de la chimie.

## Culture

### Musées
- Le Musée archéologique présente, en exposition permanente, les témoignages les plus significatifs de l'histoire de la ville et de la province, à travers un ensemble d'objets découverts lors de fouilles archéologiques dans toute la province de Terni.

## Monuments et patrimoine
- Amphithéâtre romain, 10 000 places, construit en -32 ;

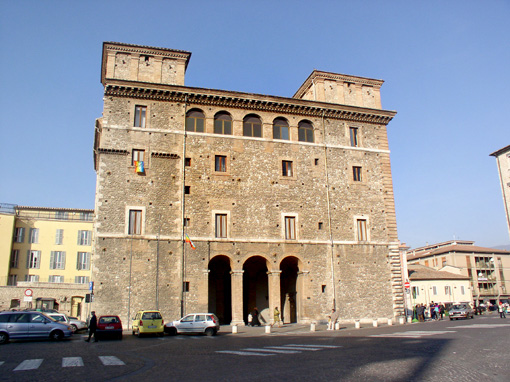
Palazzo Spada (Terni).

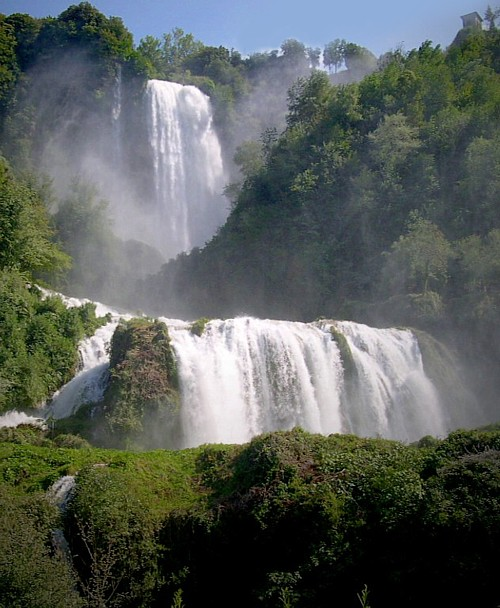
Cascata delle Marmore.

- Porta Sant'Angelo, une des anciennes portes romaines de la ville, très restaurée ;
- Cathédrale de Terni (Duomo, Cattedrale di Santa Maria Assunta), édifice baroque du XVIIe siècle. Buffet d'orgue dessiné par Gian Lorenzo Bernini. Beffroi du XVIIIe siècle ;
- Église San Francesco (Terni), XIIIe siècle ;
- Basilica di San Valentino ;
- Palazzo Mazzancolli, palais du Moyen Âge ;
- Palazzo Gazzoli (XVIIIe siècle), abritant le musée municipal, avec des œuvres de Piermatteo da Amelia, Benozzo Gozzoli, Girolamo Troppa et Orneore Metelli ;
- Palazzo Spada (Terni) (XVIe siècle), dessiné par Antonio da Sangallo le Jeune, actuel hôtel de ville ;
- Lancia di Luce (La Lance de lumière), par le sculpteur Arnaldo Pomodoro ;

Églises romanes
- Église Sant'Alò (Terni) (XIe siècle) ;
- Église San Martino (Terni) ;
- Église San Salvatore (Terni).

À proximité, au confluent du Velino et de la Nera, se trouve la Cascata delle Marmore, cascade haute de 165 m.

## Centres de recherche
- ISRIM - Institut Supérieur de Recherche et de Formation sur les matériaux Spéciaux pour les Technologies Avancées (Istituto Superiore di Ricerca e Formazione sui Materiali Speciali per Tecnologie Avanzate), créé en 1989.
- Human Health Fundation - Laboratoire de recherche dans le domaine de la science médicale.
- Centre européen de recherche sur les cellules souches. Dirigé par Angelo Vescovi, depuis l'été 2006 existe la Banque des Cellules Souches,où des cellules du cerveau humain y sont produites et conservées pour soigner, dans le futur, les maladies neuro-dégénératrices.

## Transports
La ville est desservie par :
- Gare de Terni Central : ligne Roma-Ancona, Terni-Perugia, Terni-Rieti, Terni-L'Aquila-Sulmona ;
- Gare de Terni Circonscriptions Cospea : ligne Terni-Rieti, Terni-L'Aquila-Sulmona.

## Administration
| Période                                  | Période         | Identité             | Étiquette    | Qualité                 |
| ---------------------------------------- | --------------- | -------------------- | ------------ | ----------------------- |
| 20 juin 1993                             | 7 février 1999  | Gianfranco Ciaurro   | Forza Italia | Maire                   |
| 13 juin 1999                             | 22 juin 2009    | Paolo Raffaelli      | DS           | Maire                   |
| 22 juin 2009                             | 22 février 2018 | Leopoldo Di Girolamo | PD           | Maire                   |
| 22 février 2018                          | 25 juin 2018    | Antonino Cufalo      |              | Commissaire préfectoral |
| 25 juin 2018                             | En cours        | Leonardo Latini      | Ligue        | Maire                   |
| Les données manquantes sont à compléter. |                 |                      |              |                         |

### Circonscriptions
La ville est divisée en neuf circonscriptions, même si elles seront peut-être réduites au nombre de quatre ou cinq.

### Hameaux

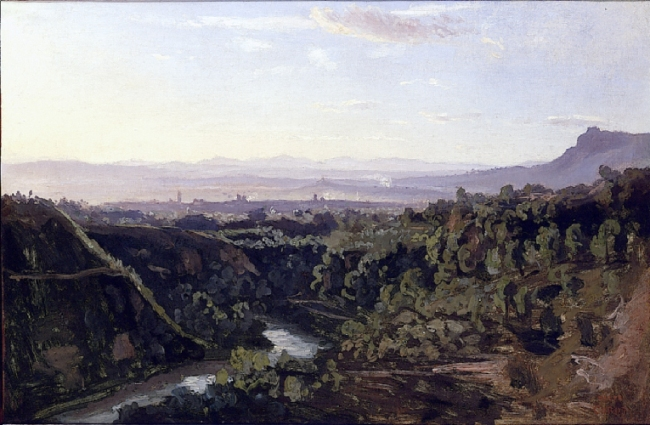
Papigno, rives escarpées et boisées.
Camille Corot, 1826.
Musée d'art et d'archéologie de Valence.

Battiferro, Cecalocco, Cesi, Collescipoli, Collestatte, Gabelletta, Giuncano, Marmore, Miranda, Papigno, Piediluco, Poggio Lavarino, Porzano, Rivo, Rocca San Zenone, San Carlo, San Liberatore, Torre Orsina, Valenza.
Le peintre Camille Corot réalise en 1826 une petite série d’études sur papier sur les sites de Terni, Narni et Papigno. Ce piton rocheux, à pic sur la vallée de la Nera, est un motif spectaculaire, massif et lumineux à peindre.

### Communes limitrophes
Acquasparta, Arrone, Colli sul Velino (RI), Labro (RI), Montecastrilli, Montefranco, Narni, Rieti (RI), San Gemini, Spolète (PG), Stroncone

### Évolution démographique
Habitants recensés

## Personnalités liées à la ville
Histoire
- Tacite, historien et philosophe romain
- Marcus Claudius Tacite, empereur romain
- Manius Curius Dentatus, consul romain
- Andrea Castelli (Terni XIVe – XVe siècle), homme noble d'armes, politique et gibelins podesta, Seigneur de Terni et les banlieues, archenemy de Braccio da Montone.
- Alessandro e Lucantonio Tomasoni da Terni, XVIe siècle, condottieres.

Art et culture
- Francesco Angeloni, écrivain et historien.
- Cesare Bazzani, architecte. Il a beaucoup contribué à la transformation urbaine de Terni après la Première Guerre mondiale.
- Giulio Briccialdi, compositeur et flûtiste (Terni, 1818 - Florence, 1881).
- Mario Ridolfi, architecte
- Aurelio De Felice, sculpteur
- Alessandro Casagrande, musicien
- Ilario Ciaurro, peintre

Religion
- Saint Valentin, patron des amoureux
- Bienheureux Barnabé Manassei, Terni XVe siècle, franciscaine de naissance noble, inventeur et fondateur des Mont-de-piété
- Bienheureux Francesco Angelo Rapaccioli, cardinal de l'église catholique

Politique
- Enrico Micheli, homme politique
- Claudio Petruccioli, journaliste
- Antonio Baldassarre, ex-juge et président de la cour constitutionnelle et ex-président de la RAI. Il vit depuis de nombreuses années à Terni où il a été conseiller communal
- Gianfranco Ciaurro, maire de la ville.
- Sergio Secci, victime des attentats de la gare de Bologne

Sport
- Riccardo Zampagna, footballeur
- Alessandro Grandoni footballeur
- Marco Di Loreto, footballeur
- Mario Umberto Baconin Borzacchini, pilote
- Libero Liberati, motocycliste
- Danilo Petrucci, motocycliste
- Paolo Pileri, motocycliste
- Paolo Tagliavento, arbitre de football

Musique et spectacle
- Mogol, parolier. Il a fondé dans une commune de la province de Terni une école pour auteurs, musiciens, chanteurs et personnes du spectacle, le CET. Il est aussi lié à la ville comme compositeur des hymnes du club de football de Terni, la Ternana Calcio Polisportiva.
- Andrea Aureli, acteur
- Emanuela Aureli, imitatrice
- Gastone Moschin, acteur. Fondateur d'une école de théâtre à Terni, avec sa femme et sa fille.

## Jumelages et pactes d'amitié

### Jumelages
- Carthagène (Espagne)
- Saint-Ouen (France)
- Prague (Tchéquie)

### Pactes d'amitié
- Kōbe (Japon)

## Galerie

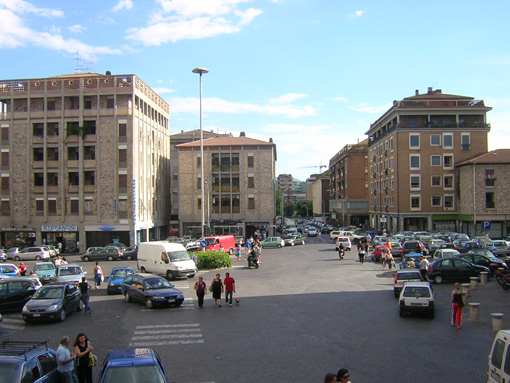
Place du peuple